# Habitabilidade planetária

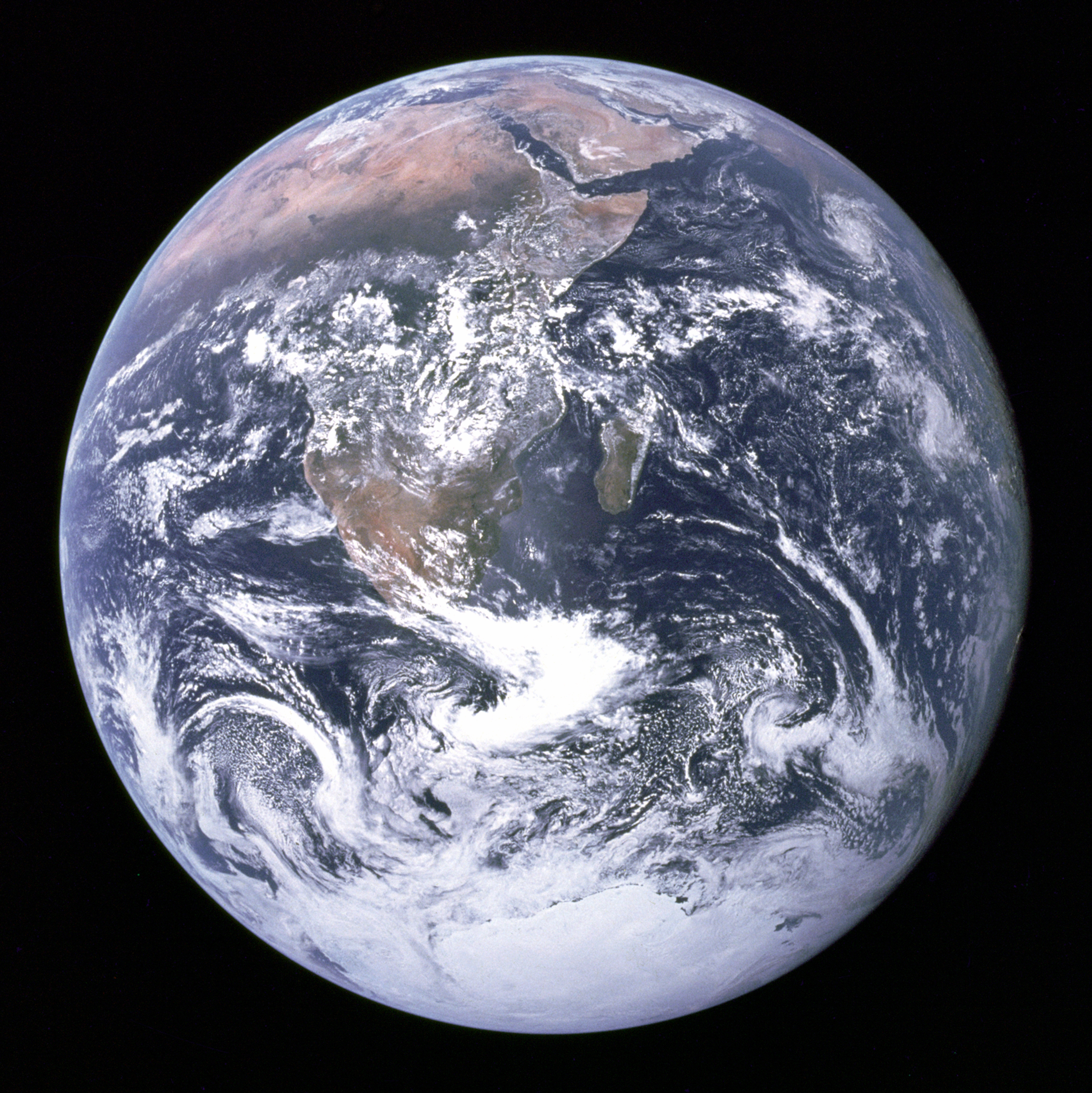
Compreender a habitabilidade planetária é, em parte, uma extrapolação das condições da Terra, pois este é o único planeta conhecido por sustentar a vida

A habitabilidade planetária é a medida do potencial de um planeta ou satélite natural para desenvolver e manter ambientes hospitaleiros à vida. A vida pode ser gerada diretamente em um planeta ou satélite endogenamente ou ser transferida para ele de outro corpo, por meio de um processo hipotético conhecido como panspermia. Os ambientes não precisam conter vida para serem considerados habitáveis, nem são aceitas as zonas habitáveis como as únicas áreas nas quais a vida pode surgir.
Como a existência de vida fora da Terra é desconhecida, a habitabilidade planetária é em grande parte uma extrapolação das condições na Terra e das características do Sol e do Sistema Solar que parecem favoráveis ao florescimento da vida. De particular interesse são aqueles fatores que sustentariam organismos multicelulares complexos na Terra, e não apenas criaturas unicelulares mais simples. A pesquisa e a teoria a esse respeito são um componente de várias ciências naturais, como a astronomia, ciência planetária e a disciplina emergente da astrobiologia. Um requisito absoluto para a vida é uma fonte de energia, e a noção de habitabilidade planetária implica que muitos outros critérios geofísicos, geoquímicos e astrofísicos devem ser atendidos antes que um corpo astronômico possa sustentar a vida. Em seu roteiro de astrobiologia, a NASA definiu os principais critérios de habitabilidade como "regiões estendidas de água líquida, condições favoráveis para a montagem de moléculas orgânicas complexas e fontes de energia para sustentar o metabolismo". Em agosto de 2018, os pesquisadores relataram que os planetas oceânicos poderiam sustentar a vida.
Os indicadores de habitabilidade e bioassinaturas devem ser interpretados dentro de um contexto planetário e ambiental. Para determinar o potencial de habitabilidade de um corpo, os estudos se concentram em sua composição em massa, propriedades orbitais, atmosfera e potenciais interações químicas. Características estelares importantes incluem massa e luminosidade, variabilidade estável e alta metalicidade. Planetas e luas rochosos e úmidos do tipo terrestre com potencial para química semelhante à da Terra são o foco principal da pesquisa astrobiológica, embora teorias de habitabilidade mais especulativas ocasionalmente examinem bioquímicas alternativas e outros tipos de corpos astronômicos.
A ideia de que planetas além da Terra podem hospedar vida é antiga, embora historicamente tenha sido enquadrada pela filosofia tanto quanto pela ciência física. O final do século XX viu duas inovações no campo. A observação e exploração de através de sondas espaciais de outros planetas e luas dentro do Sistema Solar fornecendo informações críticas sobre a definição de critérios de habitabilidade e permitiu comparações geofísicas substanciais entre a Terra e outros corpos. A descoberta de exoplanetas, começando no início dos anos 1990 e acelerando depois disso, fornecendo informações adicionais para o estudo de possível vida extraterrestre. Essas descobertas confirmam que o Sol não é o único entre as estrelas por hospedar planetas e expande o horizonte de pesquisa de habitabilidade além do Sistema Solar.

## História

### Comparação de habitabilidade da Terra
A química da vida pode ter começado logo após o Big Bang, 13,8 bilhões de anos atrás, durante uma época habitável quando o Universo tinha apenas 10 a 17 milhões de anos. De acordo com a hipótese da panspermia, a vida microscópica, distribuída por meteoroides, asteroides e outros corpos menores do Sistema Solar, pode existir em todo o Universo. No entanto, a Terra é o único lugar no Universo conhecido por abrigar vida. Estimativas de zonas habitáveis em torno de outras estrelas, juntamente com a descoberta de milhares de exoplanetas e novas percepções sobre os habitats extremos da Terra, sugerem que pode haver muito mais lugares habitáveis no Universo do que se considerava possível até muito recentemente. Em 4 de novembro de 2013, os astrônomos relataram, com base nos dados da missão espacial Kepler, que poderia haver até 40 bilhões de exoplanetas do tamanho da Terra orbitando nas zonas habitáveis de estrelas semelhantes ao Sol e anãs vermelhas dentro da Via Láctea. 11 bilhões desses exoplanetas estimados podem estar orbitando estrelas semelhantes ao Sol. O exoplaneta mais próximo pode estar a 12 anos-luz de distância, de acordo com os cientistas. Em junho de 2021, um total de 59 exoplanetas potencialmente habitáveis foram encontrados.
Em agosto de 2021, foi relatada uma nova classe de planetas habitáveis, chamados planetas hycean, que envolve "planetas quentes cobertos de oceanos com atmosferas ricas em hidrogênio". Planetas Hycean podem em breve ser estudados para bioassinaturas por telescópios terrestres, bem como telescópios espaciais, como o Telescópio Espacial James Webb (JWST), lançado em 25 de dezembro de 2021.

## Sistemas estelares adequados
Uma compreensão da habitabilidade planetária começa com a estrela hospedeira. A zona habitável clássica é definida apenas para condições de superfície; mas um metabolismo que não depende da luz solar ainda pode existir fora da zona habitável, prosperando no interior do planeta onde a água líquida está disponível.
Sob os auspícios do Projeto Phoenix do SETI, as cientistas Margaret Turnbull e Jill Tarter desenvolveram o "HabCat" (ou Catálogo de Sistemas Estelares Habitáveis) em 2002. O catálogo foi formado separando as quase 120 000 estrelas do Catálogo Hipparcos maior em um grupo central de 17 000 estrelas potencialmente habitáveis, e os critérios de seleção que foram usados fornecem um bom ponto de partida para entender quais fatores astrofísicos são necessários para planetas habitáveis. De acordo com pesquisa publicada em agosto de 2015, galáxias muito grandes podem ser mais favoráveis à formação e desenvolvimento de planetas habitáveis do que galáxias menores, como a Via Láctea.
No entanto, o que torna um planeta habitável é uma questão muito mais complexa do que ter um planeta localizado à distância certa de sua estrela hospedeira para que a água possa ser líquida em sua superfície: vários aspectos geofísicos e geodinâmicos, a radiação e o plasma da estrela hospedeira ambiente pode influenciar a evolução dos planetas e da vida, se originada. A água líquida é uma condição necessária, mas não suficiente para a vida como a conhecemos, pois a habitabilidade é uma função de uma infinidade de parâmetros ambientais.

### Classe espectral
A classe espectral de uma estrela indica sua temperatura fotosférica, que (para estrelas da sequência principal) se correlaciona com a massa total. A faixa espectral apropriada para estrelas habitáveis é considerada "final F" ou "G", a "meio-K". Isso corresponde a temperaturas de pouco mais de 7 000 K até pouco menos de 4 000 K (6 700 °C a 3 700 °C); o Sol, uma estrela G2 a 5 777 K, está bem dentro desses limites. Essa faixa espectral provavelmente representa entre 5% e 10% das estrelas na galáxia local da Via Láctea. Estrelas de "classe média" desse tipo têm uma série de características consideradas importantes para a habitabilidade planetária:
- Eles vivem pelo menos algumas centenas de milhões de anos, permitindo que a vida evolua. Estrelas de sequência principal mais luminosas das classes "O" e muitos membros das classes "B" geralmente vivem menos de 500 milhões de anos e, em casos excepcionais, menos de 10 milhões.[28][b]
- Elas emitem radiação ultravioleta de alta frequência suficiente para desencadear dinâmicas atmosféricas importantes, como a formação de ozônio, mas não tanto que a ionização destrua a vida incipiente.[29]
- Elas emitem radiação suficiente em comprimentos de onda propícios à fotossíntese.[30]
- A água líquida pode existir na superfície dos planetas que os orbitam a uma distância que não induz o bloqueio de maré.

Estrelas de classe K podem ser capazes de suportar vida por muito mais tempo que o Sol.
Se as estrelas anãs vermelhas mais fracas das classes K e M também são hospedeiras adequadas para planetas habitáveis é talvez a questão em aberto mais importante em todo o campo da habitabilidade planetária, dada a sua prevalência (Habitabilidade de sistemas de anãs vermelhas). Gliese 581 c, uma "Super-Terra", foi encontrada orbitando na "zona habitável" de uma anã vermelha e pode possuir água líquida. No entanto, também é possível que um efeito estufa possa torná-lo muito quente para suportar a vida, enquanto seu vizinho, Gliese 581 d, pode ser um candidato mais provável para habitabilidade. Em setembro de 2010, foi anunciada a descoberta de outro planeta, Gliese 581 g, em uma órbita entre esses dois planetas. No entanto, as revisões da descoberta colocaram a existência deste planeta em dúvida, e está listado como "não confirmado". Em setembro de 2012, a descoberta de dois planetas orbitando Gliese 163 foi anunciada. Um dos planetas, Gliese 163 c, cerca de 6,9 vezes a massa da Terra e um pouco mais quente, foi considerado dentro da zona habitável.
Um estudo recente sugere que estrelas mais frias que emitem mais luz no infravermelho e no infravermelho próximo podem realmente hospedar planetas mais quentes com menos gelo e incidência de estados de bola de neve. Esses comprimentos de onda são absorvidos pelo gelo e gases de efeito estufa de seus planetas e permanecem mais quentes.
Um estudo de 2020 descobriu que cerca de metade das estrelas semelhantes ao Sol poderiam hospedar planetas rochosos e potencialmente habitáveis. Especificamente, eles estimaram que, em média, o planeta da zona habitável mais próximo em torno de estrelas de classe G e K está a cerca de 6 parsecs de distância, e existem cerca de 4 planetas rochosos em torno de estrelas de classe G e K dentro de 10 parsecs (32,6 anos-luz) do Sol.

### Uma zona habitável estável
A zona habitável é uma região do espaço em forma de uma coroa esférica ao redor de uma estrela na qual um planeta poderia manter água líquida em sua superfície. O conceito foi proposto pela primeira vez pelo astrofísico Su-Shu Huang em 1959, com base nas restrições climáticas impostas pela estrela hospedeira. Depois de uma fonte de energia, a água líquida é amplamente considerada o ingrediente mais importante para a vida, considerando o quão integral ela é para todos os sistemas de vida na Terra. No entanto, se a vida for descoberta na ausência de água, a definição de uma zona habitável pode ter que ser bastante expandida.
A borda interna da zona habitável é a distância onde o efeito estufa descontrolado vaporiza todo o reservatório de água e, como segundo efeito, induz a fotodissociação do vapor d'água e a perda de hidrogênio para o espaço. A borda externa da zona habitável é a distância da estrela onde um efeito estufa máximo não consegue manter a superfície do planeta acima do ponto de congelamento, e por condensação de 
CO2.
Uma zona habitável "estável" implica dois fatores. Primeiro, o alcance de uma zona habitável não deve variar muito ao longo do tempo. Todas as estrelas aumentam em luminosidade à medida que envelhecem, e uma determinada zona habitável migra para fora, mas se isso acontecer muito rapidamente (por exemplo, com uma estrela supermassiva), os planetas podem ter apenas uma breve janela dentro de uma zona habitável e uma chance correspondentemente menor de desenvolver a vida. O cálculo de uma faixa de zona habitável e seu movimento de longo prazo nunca é simples, pois os ciclos de feedback negativo, como o ciclo CNO, tendem a compensar os aumentos na luminosidade. As suposições feitas sobre as condições atmosféricas e a geologia têm, portanto, um impacto tão grande em uma suposta faixa de zona habitável quanto a evolução estelar: os parâmetros propostos da zona habitável do Sol, por exemplo, flutuaram muito.
Em segundo lugar, nenhum corpo de grande massa, como um gigante gasoso, deve estar presente ou relativamente próximo da zona habitável, interrompendo assim a formação de corpos do tamanho da Terra. A matéria no cinturão de asteroides, por exemplo, parece ter sido incapaz de se acumular em um planeta devido a ressonâncias orbitais com Júpiter; se o gigante tivesse aparecido na região que está agora entre as órbitas de Vênus e Marte, a Terra quase certamente não teria se desenvolvido em sua forma atual. No entanto, um gigante gasoso dentro da zona habitável pode ter luas habitáveis nas condições certas.
No Sistema Solar, os planetas internos são terrestres e os externos são gigantes gasosos, mas as descobertas de exoplanetas sugerem que esse arranjo pode não ser nada comum: vários corpos do tamanho de Júpiter foram encontrados em órbita próxima ao seu primário, interrompendo potenciais zonas habitáveis. No entanto, os dados atuais para exoplanetas provavelmente serão distorcidos para esse tipo (grandes planetas em órbitas próximas) porque são muito mais fáceis de identificar; portanto, resta saber que tipo de sistema planetário é a norma, ou mesmo se existe uma.

### Baixa variação estelar
Mudanças na luminosidade são comuns a todas as estrelas, mas a gravidade de tais flutuações abrange uma ampla faixa. A maioria das estrelas é relativamente estável, mas uma minoria significativa de estrelas variáveis geralmente sofre aumentos súbitos e intensos na luminosidade e, consequentemente, na quantidade de energia irradiada para os corpos em órbita. Essas estrelas são consideradas más candidatas para abrigar planetas com vida, pois suas mudanças de imprevisibilidade e produção de energia impactariam negativamente os organismos: seres vivos adaptados a uma faixa de temperatura específica não poderiam sobreviver a uma variação de temperatura muito grande. Além disso, os aumentos na luminosidade são geralmente acompanhados por doses maciças de raios gama e radiação de raios X que podem ser letais. As atmosferas atenuam esses efeitos, mas sua atmosfera pode não ser retida por planetas que orbitam variáveis, porque a energia de alta frequência que atinge esses planetas os tiraria continuamente de sua cobertura protetora.
O Sol, nesse aspecto como em muitos outros, é relativamente benigno: a variação entre sua produção máxima e mínima de energia é de aproximadamente 0,1% ao longo de seu ciclo solar de 11 anos. Há fortes (embora não indiscutíveis) evidências de que mesmo pequenas mudanças na luminosidade do Sol tiveram efeitos significativos sobre o clima da Terra dentro da era histórica: a Pequena Idade do Gelo de meados do segundo milênio, por exemplo, pode ter sido causada por um declínio relativamente longo na luminosidade do Sol. Assim, uma estrela não precisa ser uma variável verdadeira para que as diferenças de luminosidade afetem a habitabilidade. Dos análogos solares conhecidos, um que se parece muito com o Sol é considerado o 18 Scorpii; infelizmente para as perspectivas de vida existentes em sua proximidade, a única diferença significativa entre os dois corpos é a amplitude do ciclo solar, que parece ser muito maior para 18 Scorpii..

### Alta metalicidade
Embora a maior parte do material em qualquer estrela seja hidrogênio e hélio, há uma variação significativa na quantidade de elementos mais pesados (metais). Uma alta proporção de metais em uma estrela se correlaciona com a quantidade de material pesado inicialmente disponível no disco protoplanetário. Uma quantidade menor de metal torna a formação de planetas muito menos provável, sob a teoria da nebulosa solar da formação do sistema planetário. Quaisquer planetas que se formassem em torno de uma estrela pobre em metal provavelmente seriam de baixa massa e, portanto, desfavoráveis à vida. Estudos espectroscópicos de sistemas onde exoplanetas foram encontrados até o momento confirmam a relação entre alto teor de metal e formação de planetas: "Estrelas com planetas, ou pelo menos com planetas semelhantes aos que encontramos hoje, são claramente mais ricas em metais do que estrelas sem companheiros planetários". Essa relação entre alta metalicidade e formação de planetas também significa que sistemas habitáveis são mais prováveis de serem encontrados em torno de estrelas de gerações mais jovens, já que estrelas que se formaram no início da história do Universo têm baixo teor de metais.

## Características planetárias

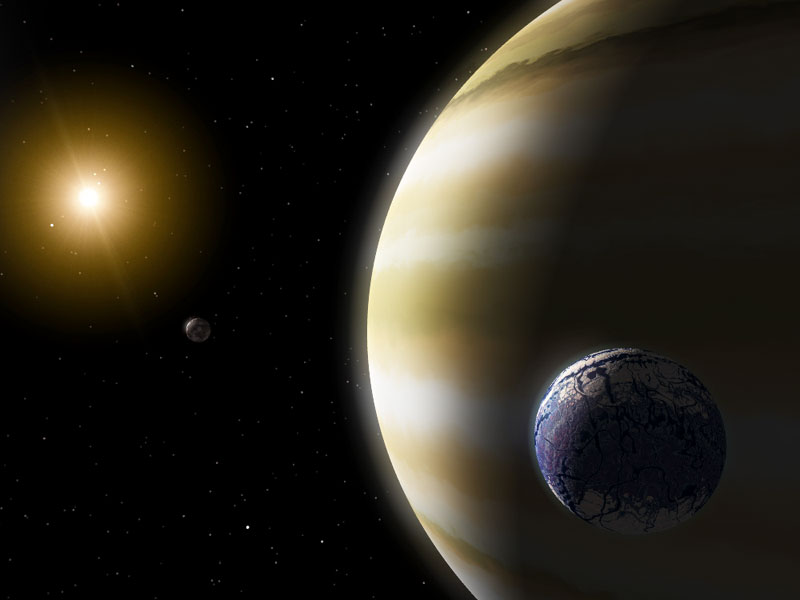
As luas de alguns gigantes gasosos podem ser habitáveis.

Indicadores de habitabilidade e bioassinaturas devem ser interpretados dentro de um contexto planetário e ambiental. Se um planeta emergirá como habitável depende da sequência de eventos que levaram à sua formação, que pode incluir a produção de moléculas orgânicas em nuvens moleculares e discos protoplanetários, entrega de materiais durante e após a acreção planetária e a localização orbital no sistema planetário. A principal suposição sobre planetas habitáveis é que eles são terrestres. Esses planetas, aproximadamente dentro de uma ordem de magnitude da massa da Terra, são compostos principalmente de rochas de silicato e não acumularam as camadas externas gasosas de hidrogênio e hélio encontradas em gigantes gasosos. A possibilidade de que a vida possa evoluir no topo das nuvens de planetas gigantes não foi decididamente descartada, embora seja considerada improvável, pois eles não têm superfície e sua gravidade é enorme. Enquanto isso, os satélites naturais de planetas gigantes continuam sendo candidatos válidos para hospedar vida.
Em fevereiro de 2011, a equipe da Missão do Telescópio Espacial Kepler divulgou uma lista de 1 235 candidatos a exoplanetas, incluindo 54 que podem estar na zona habitável. Seis dos candidatos nesta zona são menores que o dobro do tamanho da Terra. Um estudo mais recente descobriu que um desses candidatos (KOI 326.01) é muito maior e mais quente do que o relatado pela primeira vez. Com base nas descobertas, a equipe do Kepler estimou que existem "pelo menos 50 bilhões de planetas na Via Láctea", dos quais "pelo menos 500 milhões" estão na zona habitável.
Ao analisar quais ambientes provavelmente suportam a vida, geralmente é feita uma distinção entre organismos simples e unicelulares, como bactérias e archaea, e metazoários complexos (animais). A unicelularidade necessariamente precede a multicelularidade em qualquer árvore hipotética da vida, e onde os organismos unicelulares emergem não há garantia de que maior complexidade se desenvolverá. As características planetárias listadas abaixo são consideradas cruciais para a vida em geral, mas em todos os casos os organismos multicelulares são mais exigentes do que a vida unicelular.

### Massa

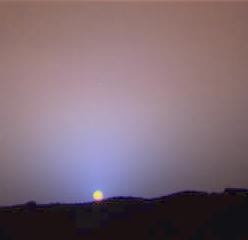
Marte, com sua atmosfera rarefeita, é mais frio do que a Terra seria se estivesse a uma distância semelhante do Sol

Planetas de baixa massa são maus candidatos à vida por duas razões. Primeiro, sua menor gravidade dificulta a retenção da atmosfera. As moléculas constituintes têm maior probabilidade de atingir a velocidade de escape e se perder no espaço quando atingidas pelo vento solar ou agitadas por colisão. Os planetas sem uma atmosfera espessa carecem da matéria necessária para a bioquímica primitiva, têm pouco isolamento e baixa transferência de calor através de suas superfícies (por exemplo, Marte, com sua fina atmosfera, é mais frio do que a Terra seria se estivesse a uma distância semelhante do Sol) e oferecem menos proteção contra meteoroides e radiação de alta frequência. Além disso, onde uma atmosfera é menos densa do que 0,006 atmosferas terrestres, a água não pode existir na forma líquida, pois a pressão atmosférica necessária, 4,56 mm Hg (608 Pa) (0,18 polegadas Hg), não ocorre. Além disso, onde uma atmosfera é menos densa do que 0,006 atmosferas terrestres, a água não pode existir na forma líquida, pois a pressão atmosférica necessária, 4,56 mm Hg (608 Pa) (0,18 polegadas Hg), não ocorre. A faixa de temperatura na qual a água é líquida é geralmente menor em baixas pressões.
Em segundo lugar, planetas menores têm diâmetros menores e, portanto, razões superfície-volume mais altas do que seus primos maiores. Tais corpos tendem a perder rapidamente a energia que resta de sua formação e acabam geologicamente mortos, sem os vulcões, terremotos e atividade tectônica que abastecem a superfície com material que sustenta a vida e a atmosfera com moderadores de temperatura como o dióxido de carbono. As placas tectônicas parecem particularmente cruciais, pelo menos na Terra: o processo não apenas recicla produtos químicos e minerais importantes, mas também promove a biodiversidade através da criação de continentes e aumento da complexidade ambiental e ajuda a criar as células convectivas necessárias para gerar o campo magnético da Terra.
"Baixa massa" é em parte um rótulo relativo: a Terra é de baixa massa quando comparada aos gigantes gasosos do Sistema Solar, mas é o maior, em diâmetro e massa, e o mais denso de todos os corpos terrestres. É grande o suficiente para reter uma atmosfera apenas através da gravidade e grande o suficiente para que seu núcleo derretido permaneça um motor térmico, impulsionando a geologia diversificada da superfície (o decaimento de elementos radioativos dentro do núcleo de um planeta é o outro componente significativo do aquecimento planetário). Marte, por outro lado, está quase (ou talvez totalmente) geologicamente morto e perdeu grande parte de sua atmosfera. Assim, seria justo inferir que o limite de massa inferior para habitabilidade está em algum lugar entre o de Marte e o da Terra ou Vênus: 0,3 massas terrestres foram oferecidas como uma linha divisória aproximada para planetas habitáveis. No entanto, um estudo de 2008 do Centro Harvard-Smithsoniano para Astrofísica sugere que a linha divisória pode ser maior. A Terra pode, de fato, estar no limite inferior da habitabilidade: se fosse menor, as placas tectônicas seriam impossíveis. Vênus, que tem 85% da massa terrestre, não mostra sinais de atividade tectônica. Por outro lado, "Super-Terras", planetas terrestres com massas mais altas que a Terra, teriam níveis mais altos de placas tectônicas e, portanto, estariam firmemente colocados na faixa habitável.
Circunstâncias excepcionais oferecem casos excepcionais: A lua de Júpiter, Io (que é menor do que qualquer um dos planetas terrestres) é vulcanicamente dinâmica por causa das tensões gravitacionais induzidas por sua órbita, e sua vizinha Europa pode ter um oceano líquido ou lama gelada sob uma concha congelada também devido à energia gerada pela sua órbita do gigante gasoso Júpiter.
Enquanto isso, o Titã uma lua de Saturno tem uma chance externa de abrigar vida, pois reteve uma atmosfera espessa e tem mares de metano líquido em sua superfície. Reações químicas orgânicas que requerem apenas energia mínima são possíveis nesses mares, mas se algum sistema vivo pode ser baseado em reações tão mínimas não está claro e parece improvável. Essas luas são exceções, mas provam que a massa, como critério de habitabilidade, não pode necessariamente ser considerada definitiva neste estágio de nosso entendimento.
Um planeta maior provavelmente terá uma atmosfera mais massiva. Uma combinação de maior velocidade de escape para reter átomos mais leves e extensa liberação de gases de placas tectônicas aprimoradas pode aumentar muito a pressão atmosférica e a temperatura na superfície em comparação com a Terra. O efeito estufa aumentado de uma atmosfera tão pesada tenderia a sugerir que a zona habitável deveria estar mais longe da estrela central para planetas tão massivos.
Finalmente, um planeta maior provavelmente terá um grande núcleo de ferro. Isso permite que um campo magnético proteja o planeta do vento estelar e da radiação cósmica, que de outra forma tenderia a remover a atmosfera planetária e bombardear os seres vivos com partículas ionizadas. A massa não é o único critério para a produção de um campo magnético, pois o planeta também deve girar rápido o suficiente para produzir um efeito de dínamo dentro de seu núcleo, mas é um componente significativo do processo.
A massa de um exoplaneta potencialmente habitável está entre 0,1 e 5 massas terrestres. No entanto, é possível que um mundo habitável tenha uma massa tão baixa quanto 0,0268 massas terrestres.

### Raio
O raio de um exoplaneta potencialmente habitável varia entre 0,5 e 1,5 raios terrestres.

### Órbita e rotação
Tal como acontece com outros critérios, a estabilidade é a consideração crítica na avaliação do efeito das características orbitais e rotacionais na habitabilidade planetária. A excentricidade orbital é a diferença entre a aproximação mais distante e mais próxima de um planeta à sua estrela hospedeira dividida pela soma das referidas distâncias. É uma razão que descreve a forma da órbita elíptica. Quanto maior a excentricidade, maior a flutuação de temperatura na superfície de um planeta. Embora sejam adaptativos, os organismos vivos podem suportar apenas uma certa variação, particularmente se as flutuações se sobrepuserem tanto ao ponto de congelamento quanto ao ponto de ebulição do principal solvente biótico do planeta (por exemplo, água na Terra). Se, por exemplo, os oceanos da Terra estivessem alternadamente fervendo e congelando, é difícil imaginar a vida como a conhecemos evoluindo. Quanto mais complexo o organismo, maior a sensibilidade à temperatura. A órbita da Terra é quase perfeitamente circular, com uma excentricidade inferior a 0,02; outros planetas do Sistema Solar (com exceção de Mercúrio) têm excentricidades igualmente benignas.
A habitabilidade também é influenciada pela arquitetura do sistema planetário em torno de uma estrela. A evolução e estabilidade desses sistemas são determinadas pela dinâmica gravitacional, que impulsiona a evolução orbital dos planetas terrestres. Os dados coletados sobre as excentricidades orbitais de exoplanetas surpreenderam a maioria dos pesquisadores: 90% têm uma excentricidade orbital maior do que a encontrada no Sistema Solar, e a média é totalmente 0,25. Isso significa que a grande maioria dos planetas tem órbitas altamente excêntricas e destes, mesmo que sua distância média de sua estrela seja considerada dentro da zona habitável, eles estariam gastando apenas uma pequena parte de seu tempo dentro da zona.
O movimento de um planeta em torno de seu eixo de rotação também deve atender a certos critérios para que a vida tenha a oportunidade de evoluir. Uma primeira suposição é que o planeta deveria ter estações moderadas. Se houver pouca ou nenhuma inclinação axial (ou obliquidade) em relação à perpendicular da eclíptica, as estações não ocorrerão e um principal estimulante do dinamismo biosférico desaparecerá. O planeta também seria mais frio do que seria com uma inclinação significativa: quando a maior intensidade de radiação está sempre dentro de alguns graus do equador, o clima quente não pode se mover em direção aos polos e o clima de um planeta é dominado por sistemas climáticos polares mais frios.
Se um planeta estiver radicalmente inclinado, as estações serão extremas e tornarão mais difícil para uma biosfera atingir a homeostase. A inclinação axial da Terra é maior agora (no Quaternário) do que no passado, coincidindo com a redução do gelo polar, temperaturas mais quentes e menor variação sazonal. Os cientistas não sabem se essa tendência continuará indefinidamente com novos aumentos na inclinação axial (ver Terra bola de neve).
Os efeitos exatos dessas mudanças só podem ser modelados por computador no momento, e estudos mostraram que mesmo inclinações extremas de até 85 graus não excluem absolutamente a vida "desde que não ocupe superfícies continentais atormentadas sazonalmente pela temperatura mais alta". Não só a inclinação axial média, mas também sua variação ao longo do tempo deve ser considerada. A inclinação da Terra varia entre 21,5 e 24,5 graus ao longo de 41 000 anos. Uma variação mais drástica, ou uma periodicidade muito menor, induziria efeitos climáticos como variações na severidade sazonal.
Outras considerações orbitais incluem:
- O planeta deve girar relativamente rápido para que o ciclo dia-noite não seja muito longo. Se um dia levar anos, a diferença de temperatura entre o lado diurno e noturno será pronunciada, e problemas semelhantes aos observados com extrema excentricidade orbital virão à tona.
- O planeta também deve girar rápido o suficiente para que um dínamo magnético possa ser iniciado em seu núcleo de ferro para produzir um campo magnético.
- A mudança no sentido de rotação do eixo (precessão) não deve ser pronunciada. Por si só, a precessão não precisa afetar a habitabilidade, pois muda a direção da inclinação, não seu grau. No entanto, a precessão tende a acentuar as variações causadas por outros desvios orbitais; veja os ciclos de Milankovitch. A precessão na Terra ocorre ao longo de um ciclo de 26 000 anos.

A Lua da Terra parece desempenhar um papel crucial na moderação do clima da Terra, estabilizando a inclinação axial. Foi sugerido que uma inclinação caótica pode ser um "destruidor de negócios" em termos de habitabilidade, ou seja, um satélite do tamanho da Lua não é apenas útil, mas necessário para produzir estabilidade. Esta posição permanece controversa.
No caso da Terra, a única Lua é suficientemente massiva e orbita de modo a contribuir significativamente para as marés oceânicas, o que, por sua vez, ajuda a agitação dinâmica dos grandes oceanos de água líquida da Terra. Essas forças lunares não apenas ajudam a garantir que os oceanos não fiquem estagnados, mas também desempenham um papel crítico no clima dinâmico da Terra.

### Geologia

Corte transversal geológico da Terra

Concentrações de radionuclídeos em mantos rochosos de planetas podem ser críticas para a habitabilidade de planetas semelhantes à Terra. Esses planetas com abundâncias mais altas provavelmente carecem de um dínamo persistente por uma fração significativa de suas vidas, e aqueles com concentrações mais baixas podem frequentemente ser geologicamente inertes. Os dínamos planetários criam campos magnéticos fortes que muitas vezes podem ser necessários para que a vida se desenvolva ou persista, pois protegem os planetas dos ventos solares e da radiação cósmica. Os espectros de emissão eletromagnética das estrelas podem ser usados para identificar aquelas com maior probabilidade de hospedar planetas habitáveis semelhantes à Terra. A partir de 2020, acredita-se que os radionuclídeos sejam produzidos por processos estelares raros, como fusões de estrelas de nêutrons.
Características geológicas adicionais podem ser fatores essenciais ou importantes na habitabilidade de corpos celestes naturais, incluindo alguns que podem moldar o calor e o campo magnético do corpo. Alguns deles são desconhecidos ou não bem compreendidos e estão sendo investigados por cientistas planetários, geoquímicos e outros.

#### Geoquímica
Supõe-se geralmente que qualquer vida extraterrestre que possa existir será baseada na mesma bioquímica fundamental encontrada na Terra, pois os quatro elementos mais vitais para a vida, carbono, hidrogênio, oxigênio e nitrogênio, também são os elementos quimicamente reativos mais comuns no Universo. De fato, compostos biogênicos simples, como aminoácidos muito simples, como a glicina, foram encontrados em meteoritos e no meio interestelar. Esses quatro elementos juntos compreendem mais de 96% da biomassa coletiva da Terra. O carbono tem uma capacidade inigualável de se ligar a si mesmo e formar uma enorme variedade de estruturas intrincadas e variadas, tornando-o um material ideal para os mecanismos complexos que formam as células vivas. O hidrogênio e o oxigênio, na forma de água, compõem o solvente no qual ocorrem os processos biológicos e no qual ocorreram as primeiras reações que levaram ao surgimento da vida. A energia liberada na formação de poderosas ligações covalentes entre carbono e oxigênio, disponíveis pela oxidação de compostos orgânicos, é o combustível de todas as formas de vida complexas. Esses quatro elementos juntos formam os aminoácidos, que por sua vez são os blocos de construção das proteínas, a substância do tecido vivo. Além disso, nem o enxofre (necessário para a construção de proteínas) nem o fósforo (necessário para a formação de DNA, RNA e os fosfatos de adenosina essenciais ao metabolismo) são raros.
A abundância relativa no espaço nem sempre reflete a abundância diferenciada dentro dos planetas; dos quatro elementos da vida, por exemplo, apenas o oxigênio está presente em abundância na crosta terrestre. Isso pode ser parcialmente explicado pelo fato de que muitos desses elementos, como hidrogênio e nitrogênio, juntamente com seus compostos mais simples e comuns, como dióxido de carbono, monóxido de carbono, metano, amônia e água, são gasosos em temperaturas quentes. Na região quente próxima ao Sol, esses compostos voláteis não podem ter desempenhado um papel significativo na formação geológica dos planetas. Em vez disso, eles ficaram presos como gases sob as crostas recém-formadas, que eram em grande parte feitas de compostos rochosos e involáteis, como a sílica (um composto de silício e oxigênio, responsável pela abundância relativa do oxigênio). A liberação de compostos voláteis através dos primeiros vulcões teria contribuído para a formação das atmosferas dos planetas. O experimento de Miller-Urey mostrou que, com a aplicação de energia, compostos inorgânicos simples expostos a uma atmosfera primordial podem reagir para sintetizar aminoácidos.
Mesmo assim, a liberação de gases vulcânicos não poderia ser responsável pela quantidade de água nos oceanos da Terra. A grande maioria da água, e possivelmente carbono, necessária para a vida deve ter vindo do Sistema Solar externo, longe do calor do Sol, onde poderia permanecer sólido. Cometas impactando com a Terra nos primeiros anos do Sistema Solar teriam depositado grandes quantidades de água, juntamente com os outros compostos voláteis que a vida requer, na Terra primitiva, proporcionando um pontapé inicial para a origem da vida.
Assim, embora haja motivos para suspeitar que os quatro "elementos da vida" devam estar prontamente disponíveis em outro lugar, um sistema habitável provavelmente também requer um suprimento de corpos em órbita de longo prazo para semear planetas internos. Sem cometas existe a possibilidade de que a vida como a conhecemos não existiria na Terra.

### Microambientes e extremófilos

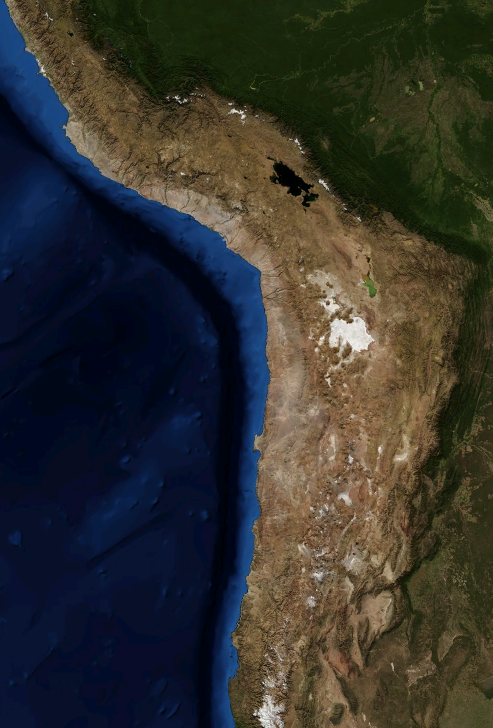
O Deserto do Atacama na América do Sul fornece um análogo a Marte e um ambiente ideal para estudar a fronteira entre esterilidade e habitabilidade

Uma qualificação importante para os critérios de habitabilidade é que apenas uma pequena porção de um planeta é necessária para sustentar a vida, a chamada Goldilocks Edge ou Great Prebiotic Spot. Os astrobiólogos geralmente se preocupam com "microambientes", observando que "nos falta uma compreensão fundamental de como as forças evolutivas, como mutação, seleção e deriva genética, operam em microrganismos que agem e respondem a mudanças nos microambientes". Extremófilos são organismos terrestres que vivem em ambientes de nicho sob condições severas geralmente consideradas hostis à vida. Geralmente (embora nem sempre) unicelulares, os extremófilos incluem organismos agudamente alcalifílicos e acidófilos e outros que podem sobreviver a temperaturas da água acima de 100 °C em fontes hidrotermais.
A descoberta da vida em condições extremas complicou as definições de habitabilidade, mas também gerou muita empolgação entre os pesquisadores ao ampliar muito a gama conhecida de condições sob as quais a vida pode persistir. Por exemplo, um planeta que poderia ser incapaz de suportar uma atmosfera dadas as condições solares em sua vizinhança, pode ser capaz de fazê-lo dentro de uma fenda profunda sombreada ou caverna vulcânica. Da mesma forma, o terreno com crateras pode oferecer um refúgio para a vida primitiva. A cratera Lawn Hill foi estudada como um análogo astrobiológico, com pesquisadores sugerindo que o preenchimento rápido de sedimentos criou um microambiente protegido para organismos microbianos; condições semelhantes podem ter ocorrido ao longo da história geológica de Marte.
Os ambientes terrestres que não podem suportar a vida ainda são instrutivos para os astrobiólogos na definição dos limites do que os organismos podem suportar. O coração do Deserto do Atacama, geralmente considerado o lugar mais seco da Terra, parece incapaz de suportar vida, e foi objeto de estudo pela NASA e ESA por esse motivo: fornece um análogo de Marte e os gradientes de umidade ao longo de suas bordas são ideais para estudar a fronteira entre esterilidade e habitabilidade. O Atacama foi objeto de estudo em 2003 que reproduziu parcialmente os experimentos de pouso da sonda Viking em Marte na década de 1970; nenhum DNA pôde ser recuperado de duas amostras de solo, e os experimentos de incubação também foram negativos para bioassinaturas.

### Fatores ecológicos
As duas abordagens ecológicas atuais para prever a habitabilidade potencial usam 19 ou 20 fatores ambientais, com ênfase na disponibilidade de água, temperatura, presença de nutrientes, fonte de energia e proteção contra radiação ultravioleta solar e radiação cósmica galáctica.
| Alguns fatores de habitabilidade | Alguns fatores de habitabilidade |
| -------------------------------- | --- |
| Água                             | · Atividade de água líquida · Estoques líquidos (gelo) passados ou futuros · Salinidade, pH e Eh da água disponível |
| Ambiente químico                 | Nutrientes: · C, H, N, O, P, S, metais essenciais, micronutrientes essenciais · Nitrogênio fixo · Disponibilidade/mineralogia Abundância de toxinas e letalidade: · Metais pesados (por exemplo, Zn, Ni, Cu, Cr, As, Cd, etc.; alguns são essenciais, mas tóxicos em níveis elevados) · Solos oxidantes globalmente distribuídos |
| Energia para o metabolismo       | Solar (somente na superfície e próximo à superfície) Geoquímico(subsuperfície) · Oxidantes · Redutores · Gradientes redox |
| Condições físicas favoráveis     | · Temperatura · Flutuações extremas de temperatura diurna · Baixa pressão (existe um limite de baixa pressão para anaeróbios terrestres?) · Forte irradiação germicida ultravioleta · radiação cósmica galáctica e eventos de partículas solares (efeitos acumulados de longo prazo) · Oxidantes voláteis induzidos por UV solar, por exemplo, O 2−, O−, H2O2, O3 · Clima e sua variabilidade (geografia, estações, variações diurnas e, eventualmente, obliquidade) · Substrato (processos do solo, microambientes de rocha, composição de poeira, blindagem) · Altas concentrações de CO2 na atmosfera global · Transporte (eólico, fluxo de água subterrânea, água de superfície, glacial) |

## Sistemas estelares alternativos
Ao determinar a viabilidade da vida extraterrestre, os astrônomos há muito focavam sua atenção em estrelas como o Sol. No entanto, como os sistemas planetários que se assemelham ao Sistema Solar estão provando ser raros, eles começaram a explorar a possibilidade de que a vida possa se formar em sistemas muito diferentes do nosso.

### Sistemas binários
As estimativas típicas geralmente sugerem que 50% ou mais de todos os sistemas estelares são sistemas binários. Isso pode ser parcialmente viés de amostra, já que estrelas massivas e brilhantes tendem a estar em binários e são mais facilmente observadas e catalogadas; uma análise mais precisa sugeriu que as estrelas mais fracas mais comuns são geralmente singulares e que até dois terços de todos os sistemas estelares são, portanto, solitários.
A separação entre estrelas em um binário pode variar de menos de uma unidade astronômica (UA, a distância média Terra-Sol) a várias centenas. Em casos posteriores, os efeitos gravitacionais serão insignificantes em um planeta orbitando uma estrela de outra forma adequada e o potencial de habitabilidade não será interrompido, a menos que a órbita seja altamente excêntrica (veja Nêmesis, por exemplo). No entanto, onde a separação é significativamente menor, uma órbita estável pode ser impossível. Se a distância de um planeta ao seu primário exceder cerca de um quinto da aproximação mais próxima da outra estrela, a estabilidade orbital não é garantida. Se os planetas poderiam se formar em binários há muito não era claro, uma vez que as forças gravitacionais podem interferir na formação dos planetas. O trabalho teórico de Alan Boss no Instituto Carnegie mostrou que gigantes gasosos podem se formar em torno de estrelas em sistemas binários, assim como em torno de estrelas solitárias.
Um estudo de Alpha Centauri, o sistema estelar mais próximo do Sol, sugeriu que os binários não precisam ser desconsiderados na busca por planetas habitáveis. Centauri A e B têm uma distância de 11 UA na aproximação mais próxima (média de 23 UA), e ambos devem ter zonas habitáveis estáveis. Um estudo de estabilidade orbital de longo prazo para planetas simulados dentro do sistema mostra que planetas dentro de aproximadamente 3 UA de qualquer estrela podem permanecer bastante estáveis (ou seja, o semi-eixo maior desviando menos de 5% durante 32 000 períodos binários). A zona habitável contínua (CHZ por 4,5 bilhões de anos) para Centauri A é estimada conservadoramente em 1,2 a 1,3 UA e Centauri B em 0,73 a 0,74, bem dentro da região estável em ambos os casos.

### Sistemas de anãs vermelhas

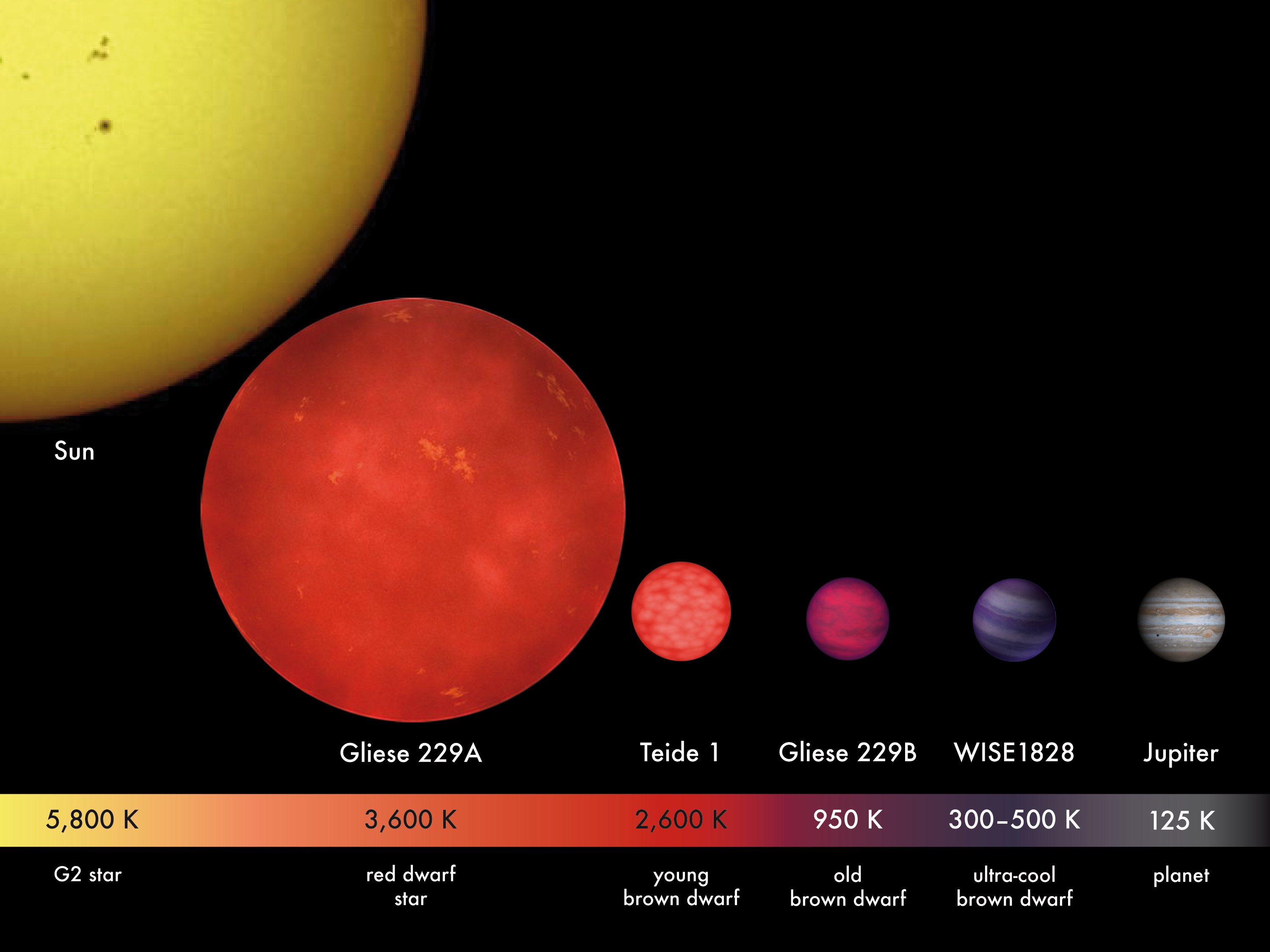
Tamanhos relativos de estrelas e temperaturas fotosféricas. Qualquer planeta ao redor de uma anã vermelha como o mostrado aqui (Gliese 229A) teria que se aproximar para atingir temperaturas semelhantes às da Terra, provavelmente induzindo o bloqueio de maré

Determinar a habitabilidade de estrelas anãs vermelhas pode ajudar a determinar quão comum pode ser a vida no Universo, já que as anãs vermelhas representam entre 70 e 90% de todas as estrelas da galáxia.

#### Tamanho
Os astrônomos por muitos anos descartaram as anãs vermelhas como potencial habitabilidade para a vida. Seu pequeno tamanho (de 0,08 a 0,45 massas solares) significa que suas reações nucleares ocorrem excepcionalmente lenta e emitem muito pouca luz (de 3% da produzida pelo Sol a apenas 0,01%). Qualquer planeta em órbita em torno de uma anã vermelha teria que se aproximar muito de sua estrela hospedeira para atingir temperaturas de superfície semelhantes às da Terra; de 0,3 UA (dentro da órbita de Mercúrio) para uma estrela como Lacaille 8760, para tão pouco quanto 0,032 UA para uma estrela como Proxima Centauri (tal planeta teria um ano com duração de apenas 6,3 dias). A essas distâncias, a gravidade da estrela causaria o bloqueio de maré. Um lado do planeta ficaria eternamente voltado para a estrela, enquanto o outro sempre estaria de costas para ela. As únicas maneiras pelas quais a vida em potencial poderia evitar um inferno ou um congelamento profundo seria se o planeta tivesse uma atmosfera espessa o suficiente para transferir o calor da estrela do lado diurno para o lado noturno, ou se houvesse um gigante gasoso na zona habitável, com uma lua habitável, que estaria presa ao planeta em vez da estrela, permitindo uma distribuição mais uniforme da radiação sobre o planeta. Durante muito tempo, supôs-se que uma atmosfera tão espessa impediria que a luz solar chegasse à superfície em primeiro lugar, impedindo a fotossíntese.

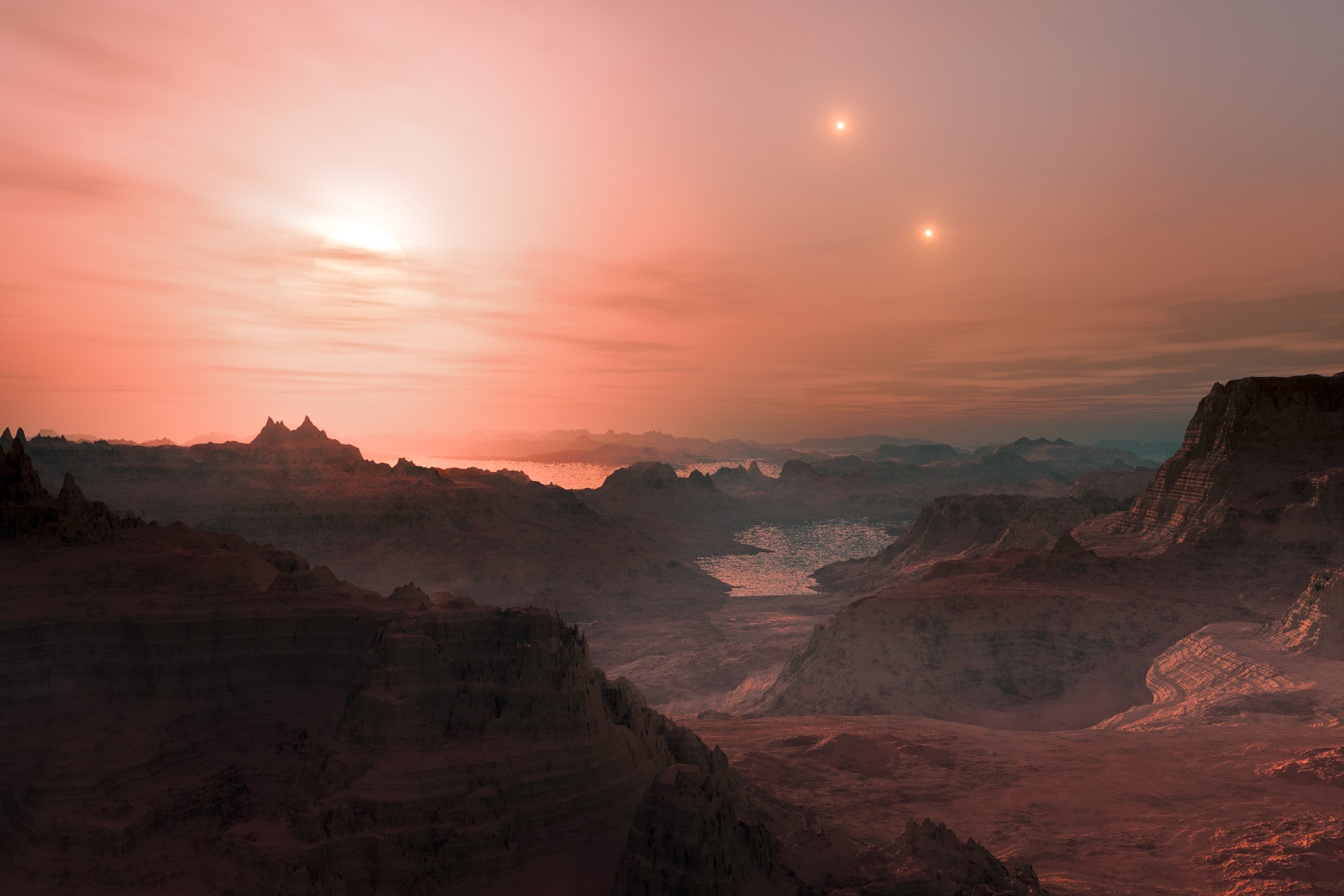
Impressão artística de Gliese 667 Cc, um planeta potencialmente habitável que orbita uma anã vermelha constituinte de um sistema estelar trinário

Esse pessimismo foi temperado pela pesquisa. Estudos de Robert Haberle e Manoj Joshi, do Centro de Pesquisa Ames da NASA, na Califórnia, mostraram que a atmosfera de um planeta (supondo que inclua os gases de efeito estufa CO2 e H2O) precisa ser de apenas 100 milibares (0,10 atm), para que o calor da estrela seja efetivamente levado para o lado noturno. Isso está bem dentro dos níveis necessários para a fotossíntese, embora a água ainda permaneça congelada no lado escuro em alguns de seus modelos. Martin Heath, do Greenwich Community College, mostrou que a água do mar também poderia circular efetivamente sem congelar se as bacias oceânicas fossem profundas o suficiente para permitir o fluxo livre sob a calota de gelo do lado noturno. Pesquisas adicionais, incluindo uma consideração da quantidade de radiação fotossinteticamente ativa, sugeriram que planetas com bloqueios de maré em sistemas de anãs vermelhas podem pelo menos ser habitáveis para plantas.

#### Outros fatores que limitam a habitabilidade
No entanto, o tamanho não é o único fator que torna as anãs vermelhas potencialmente inadequadas para a vida. Em um planeta que orbita uma anã vermelha, a fotossíntese no lado noturno seria impossível, pois nunca veria o sol. No lado do dia, porque o sol não nasce nem se põe, as áreas nas sombras das montanhas permaneceriam assim para sempre. A fotossíntese como a entendemos seria complicada pelo fato de uma anã vermelha produzir a maior parte de sua radiação no infravermelho, e na Terra o processo depende da luz visível. Há potenciais positivos para este cenário. Numerosos ecossistemas terrestres dependem da quimiossíntese em vez da fotossíntese, por exemplo, o que seria possível em um sistema de anãs vermelhas. Uma posição de estrela primária estática elimina a necessidade de as plantas dirigirem as folhas em direção ao sol, lidar com a mudança dos padrões de sombra/sol ou mudar da fotossíntese para a energia armazenada durante a noite. Por causa da falta de um ciclo dia-noite, incluindo a luz fraca da manhã e da noite, muito mais energia estaria disponível em um determinado nível de radiação.
As anãs vermelhas são muito mais variáveis e violentas do que seus primos maiores e mais estáveis. Muitas vezes, eles estão cobertos de manchas estelares que podem diminuir sua luz emitida em até 40% por meses, enquanto outras vezes emitem explosões gigantes que podem dobrar seu brilho em questão de minutos. Essa variação seria muito prejudicial para a vida, pois não apenas destruiria quaisquer moléculas orgânicas complexas que poderiam formar precursores biológicos, mas também porque explodiria porções consideráveis da atmosfera do planeta.
Para um planeta em torno de uma estrela anã vermelha sustentar a vida, seria necessário um campo magnético de rotação rápida para protegê-lo das erupções. Um planeta com bloqueio de maré gira apenas muito lentamente e, portanto, não pode produzir um geodínamo em seu núcleo. Estima-se que o violento período de queima do ciclo de vida de uma anã vermelha dure apenas aproximadamente os primeiros 1,2 bilhão de anos de sua existência. Se um planeta se formar longe de uma anã vermelha para evitar o bloqueio de maré e depois migrar para a zona habitável da estrela após esse período inicial turbulento, é possível que a vida tenha chance de se desenvolver. No entanto, dada a sua idade, de 7 a 12 bilhões de anos, a Estrela de Barnard é consideravelmente mais velha que o Sol. Foi por muito tempo considerado quiescente em termos de atividade estelar. No entanto, em 1998, os astrônomos observaram uma intensa erupção estelar, surpreendentemente mostrando que a Estrela de Barnard é, apesar de sua idade, é uma estrela eruptiva.

#### Longevidade e ubiquidade
As anãs vermelhas têm uma vantagem sobre outras estrelas como potencial habitabilidade para a vida: longevidade muito maior. Demorou 4,5 bilhões de anos antes que a humanidade aparecesse na Terra, e a vida como a conhecemos verá condições adequadas por mais 1 a 2,3 bilhões de anos. As anãs vermelhas, por outro lado, podem viver por trilhões de anos porque suas reações nucleares são muito mais lentas do que as de estrelas maiores, o que significa que a vida teria mais tempo para evoluir e sobreviver.
Embora a probabilidade de encontrar um planeta na zona habitável em torno de qualquer anã vermelha específica seja pequena, a quantidade total de zona habitável em torno de todas as anãs vermelhas combinadas é igual à quantidade total em torno de estrelas semelhantes ao Sol, dada sua ubiquidade. Além disso, essa quantidade total de zona habitável durará mais, porque as estrelas anãs vermelhas vivem por centenas de bilhões de anos ou até mais na sequência principal. No entanto, combinado com as desvantagens acima, é mais provável que as estrelas anãs vermelhas permaneçam habitáveis por mais tempo para micróbios, enquanto as estrelas anãs amarelas de vida mais curta, como o Sol, permaneçam habitáveis por mais tempo para os animais.

### Estrelas massivas
Pesquisas recentes sugerem que estrelas muito grandes, com mais de 100 massas solares, podem ter sistemas planetários consistindo de centenas de planetas do tamanho de Mercúrio dentro da zona habitável. Esses sistemas também podem conter anãs marrons e estrelas de baixa massa (~0,1-0,3 massas solares). No entanto, o tempo de vida muito curto de estrelas com mais de algumas massas solares dificilmente permitiria tempo para um planeta esfriar, muito menos o tempo necessário para uma biosfera estável se desenvolver. Estrelas massivas são assim eliminadas como potencial habitabilidade para a vida:
No entanto, um sistema de estrelas massivas pode ser um progenitor da vida de outra maneira, a explosão da supernova da estrela massiva na parte central do sistema. Esta supernova dispersará elementos mais pesados em toda a sua vizinhança, criados durante a fase em que a estrela massiva se afastou da sequência principal, e os sistemas das estrelas potenciais de baixa massa (que ainda estão na sequência principal) dentro da antiga estrela massiva, sistema estelar pode ser enriquecido com o fornecimento relativamente grande de elementos pesados tão perto de uma explosão de supernova. No entanto, isso não diz nada sobre quais tipos de planetas se formariam como resultado do material da supernova, ou qual seria seu potencial de habitabilidade.

## Quatro classes de planetas habitáveis baseados em água
Em uma revisão dos fatores que são importantes para a evolução de planetas habitáveis do tamanho da Terra, Lammer et al. propôs uma classificação de quatro tipos de habitats dependentes da água:
Classe I: São corpos planetários nos quais as condições estelares e geofísicas permitem que a água líquida esteja disponível na superfície, juntamente com a luz solar, para que organismos multicelulares complexos possam se originar.
Classe II: Incluem corpos que inicialmente desfrutam de condições semelhantes às da Terra, mas não mantêm sua capacidade de sustentar água líquida em sua superfície devido a condições estelares ou geofísicas. Marte e possivelmente Vênus são exemplos dessa classe onde formas de vida complexas podem não se desenvolver.
Classe III: São corpos planetários onde existem oceanos de água líquida abaixo da superfície, onde podem interagir diretamente com um núcleo rico em silicatos.
Tal situação pode ser esperada em planetas ricos em água localizados muito longe de sua estrela para permitir água líquida na superfície, mas em que a água subterrânea está na forma líquida por causa do calor geotérmico. Dois exemplos de tal ambiente são Europa e Encélado. Em tais mundos, não apenas a luz não está disponível como fonte de energia, mas o material orgânico trazido pelos meteoritos (que se acredita ter sido necessário para iniciar a vida em alguns cenários) pode não alcançar facilmente a água líquida. Se um planeta só puder abrigar vida abaixo de sua superfície, a biosfera provavelmente não modificaria todo o ambiente planetário de maneira observável, portanto, detectar sua presença em um exoplaneta seria extremamente difícil.
Classe IV: Têm camadas de água líquida entre duas camadas de gelo, ou líquidos acima do gelo.
Se a camada de água for suficientemente espessa, a água em sua base estará em fase sólida (polimorfos de gelo) por causa da alta pressão. Ganímedes e Calisto são prováveis exemplos dessa classe. Acredita-se que seus oceanos estejam envoltos entre espessas camadas de gelo. Em tais condições, o surgimento de formas de vida mesmo simples pode ser muito difícil porque os ingredientes necessários para a vida provavelmente serão completamente diluídos.

## A vizinhança galáctica
Juntamente com as características dos planetas e seus sistemas estelares, o ambiente galáctico mais amplo também pode afetar a habitabilidade. Os cientistas consideraram a possibilidade de que áreas particulares de galáxias (zonas habitáveis galácticas) sejam mais adequadas à vida do que outras; o Sistema Solar em que vivemos, no Braço de Órion, na borda da Via Láctea, é considerado um local favorável à vida:
- Não é em um aglomerado globular onde imensas densidades de estrelas são hostis à vida, dada a radiação excessiva e a perturbação gravitacional. Aglomerados globulares também são compostos principalmente de estrelas mais antigas, provavelmente pobres em metais. Além disso, em aglomerados globulares, as grandes idades das estrelas significariam uma grande quantidade de evolução estelar pelo hospedeiro ou outras estrelas próximas, que devido à sua proximidade podem causar danos extremos à vida em quaisquer planetas, desde que possam se formar.
- Não está perto de uma fonte de raios gama ativa.
- Não é perto do centro galáctico onde mais uma vez as densidades de estrelas aumentam a probabilidade de radiação ionizante (por exemplo, de magnetares e supernovas). Acredita-se também que um buraco negro supermassivo esteja no meio da galáxia, o que pode ser um perigo para quaisquer corpos próximos.
- A órbita circular do Sol em torno do centro galáctico o mantém fora do caminho dos braços espirais da galáxia, onde intensa radiação e a gravidade podem novamente levar à ruptura.[98]

Assim, o isolamento relativo é, em última análise, o que um sistema portador de vida precisa. Se o Sol estivesse lotado entre outros sistemas, a chance de estar fatalmente perto de fontes de radiação perigosas aumentaria significativamente. Além disso, vizinhos próximos podem atrapalhar a estabilidade de vários corpos em órbita, como a nuvem de Oort e objetos do cinturão de Kuiper, que podem trazer catástrofes se forem lançados no interior do Sistema Solar.
Embora a aglomeração estelar seja desvantajosa para a habitabilidade, o mesmo acontece com o isolamento extremo. Uma estrela tão rica em metais como o Sol provavelmente não teria se formado nas regiões mais externas da Via Láctea, dado um declínio na abundância relativa de metais e uma falta geral de formação de estrelas. Assim, uma localização "suburbana", como a que o Sistema Solar desfruta, é preferível ao centro de uma galáxia ou aos confins mais distantes.

## Outras considerações

### Bioquímicas alternativas
Enquanto a maioria das investigações de vida extraterrestre começa com a suposição de que formas de vida avançadas devem ter requisitos semelhantes para a vida como na Terra, a hipótese de outros tipos de bioquímica sugere a possibilidade de formas de vida evoluírem em torno de um mecanismo metabólico diferente. Em Evolving the Alien, o biólogo Jack Cohen e o matemático Ian Stewart argumentam que a astrobiologia, baseada na hipótese da Terra Rara, é restritiva e sem imaginação. Eles sugerem que planetas semelhantes à Terra podem ser muito raros, mas a vida complexa não baseada em carbono poderia surgir em outros ambientes. A alternativa mais frequentemente mencionada ao carbono é a vida à base de silício, enquanto a amônia e os hidrocarbonetos às vezes são sugeridos como solventes alternativos à água. O astrobiólogo Dirk Schulze-Makuch e outros cientistas propuseram um Índice de Habitabilidade de Planeta cujos critérios incluem "potencial de retenção de um solvente líquido" que não é necessariamente restrito à água.
Ideias mais especulativas se concentraram em corpos completamente diferentes dos planetas semelhantes à Terra. O astrônomo Frank Drake, um conhecido proponente da busca por vida extraterrestre, imaginou a vida em uma estrela de nêutrons: "moléculas nucleares" submicroscópicas combinando-se para formar criaturas com um ciclo de vida milhões de vezes mais rápido que a vida na Terra. Chamada de "imaginativa e irônica", a ideia deu origem a representações de ficção científica. Carl Sagan, outro otimista em relação à vida extraterrestre, considerou a possibilidade de organismos que estão sempre no ar dentro da alta atmosfera de Júpiter em um artigo de 1976. Cohen e Stewart também imaginaram a vida em um ambiente solar e na atmosfera de um gigante gasoso.

### "Bom Júpiter"
"Bom Júpiter" são gigantes gasosos, como o Júpiter do Sistema Solar, que orbitam suas estrelas em órbitas circulares longe o suficiente da zona habitável para não perturbá-la, mas perto o suficiente para "proteger" planetas terrestres em órbita mais próxima de duas maneiras críticas. Primeiro, eles ajudam a estabilizar as órbitas e, assim, os climas dos planetas internos. Segundo, eles mantêm o sistema estelar interno relativamente livre de cometas e asteroides que podem causar impactos devastadores. Júpiter orbita o Sol a cerca de cinco vezes a distância entre a Terra e o Sol. Esta é a distância aproximada que devemos esperar encontrar Bons Júpiteres em outros lugares. O papel de "zelador" de Júpiter foi dramaticamente ilustrado em 1994, quando o Cometa Shoemaker-Levy 9 atingiu o gigante.
No entanto, as evidências não são tão claras. A pesquisa mostrou que o papel de Júpiter na determinação da taxa em que os objetos atingem a Terra é significativamente mais complicado do que se pensava.
O papel de Júpiter no início da história do Sistema Solar é um pouco mais bem estabelecido e a fonte de um debate significativamente menor. No início da história do Sistema Solar, Júpiter é aceito como tendo desempenhado um papel importante na hidratação do nosso planeta: aumentou a excentricidade das órbitas do cinturão de asteroides e permitiu que muitos cruzassem a órbita da Terra e suprissem o planeta com voláteis importantes, como água e dióxido de carbono. Antes da Terra atingir metade de sua massa atual, corpos gelados da região Júpiter-Saturno e pequenos corpos do cinturão de asteroides primordial forneceram água à Terra devido à dispersão gravitacional de Júpiter e, em menor grau, de Saturno. Assim, enquanto os gigantes gasosos são agora protetores úteis, eles já foram fornecedores de material crítico de habitabilidade.
Em contraste, corpos do tamanho de Júpiter que orbitam muito perto da zona habitável, mas não nela (como em 47 Ursae Majoris), ou têm uma órbita altamente elíptica que cruza a zona habitável (como 16 Cygni B) tornam muito difícil para um planeta independente semelhante à Terra para existir no sistema. Veja a discussão de uma zona habitável estável acima. No entanto, durante o processo de migração para uma zona habitável, um planeta do tamanho de Júpiter pode capturar um planeta terrestre como uma lua. Mesmo que tal planeta esteja inicialmente frouxamente ligado e seguindo uma órbita fortemente inclinada, as interações gravitacionais com a estrela podem estabilizar a nova lua em uma órbita circular próxima que é coplanar com a órbita do planeta ao redor da estrela.

### Impacto da vida sobre a habitabilidade
Um complemento aos fatores que sustentam o surgimento da vida é a noção de que a própria vida, uma vez formada, torna-se um fator de habitabilidade por direito próprio. Um exemplo importante da Terra foi a produção de gás oxigênio molecular (
O2) por cianobactérias antigas e, eventualmente, plantas fotossintetizantes, levando a uma mudança radical na composição da atmosfera da Terra. Essa mudança ambiental é chamada de Grande Evento de Oxigenação. Esse oxigênio provou ser fundamental para a respiração de espécies de animais. A hipótese de Gaia, um modelo científico da geobiosfera lançado por James Lovelock em 1975, argumenta que a vida como um todo promove e mantém condições adequadas para si mesma, ajudando a criar um ambiente planetário adequado à sua continuidade. Da mesma forma, David Grinspoon sugeriu uma "hipótese dos mundos vivos" na qual nossa compreensão do que constitui habitabilidade não pode ser separada da vida já existente em um planeta. Planetas que estão geologicamente e meteorologicamente vivos são muito mais propensos a estar biologicamente vivos também e "um planeta e sua vida irão co-evoluir". Esta é a base da ciência do sistema terrestre.

### O papel do acaso

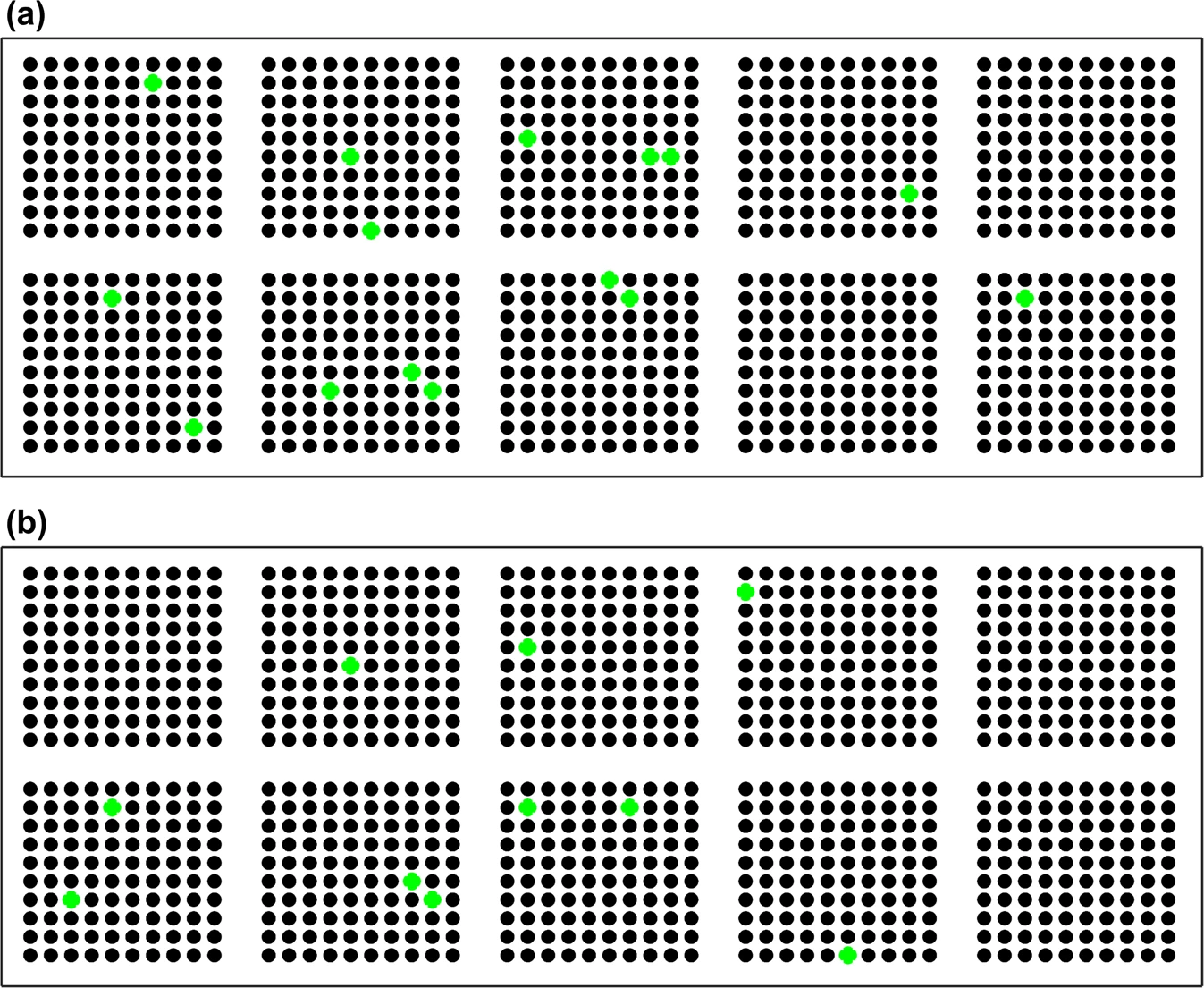
Os pontos verdes representam planetas naturais simulados que permaneceram habitáveis por 3 bilhões de anos de simulação, a) diferentes planetas de simulação executados uma vez b) uma execução repetida desses 1 000 planetas, mostrando uma chance de 1,5% × 39% de esses planetas permanecerem repetidamente habitáveis

Em 2020, uma simulação de computador da evolução dos climas planetários ao longo de 3 bilhões de anos sugeriu que os feedbacks são uma condição necessária, mas não suficiente, para evitar que os planetas se tornem muito quentes ou frios para a vida, e que o acaso também desempenha um papel crucial. Considerações relacionadas incluem fatores ainda desconhecidos que influenciam a habitabilidade térmica dos planetas, como "mecanismo de feedback (ou mecanismos) que impedem que o clima chegue a temperaturas fatais".